# Гай Атиний Лабеон (претор 190 года до н. э.)
Гай Ати́ний Лабео́н (лат. Gaius Atinius Labeo; III—II век до н. э.) — римский политический деятель, претор 190 года до н. э. Упоминается в сохранившихся источниках только в связи с претурой. По результатам жеребьёвки Лабеон получил в управление провинцию Сицилия, где он мог набрать, если бы счёл это необходимым, две тысячи пехотинцев и сто всадников. О дальнейшей судьбе Гая Атиния ничего не известно.